# Emma Snowsill
Emma Laura Snowsill (Gold Coast, 15 de junio de 1981) es una deportista australiana que compitió en triatlón. Está casada con el triatleta alemán Jan Frodeno.
Participó en los Juegos Olímpicos de Pekín 2008, obteniendo la medalla de oro en la prueba femenina individual. Ganó cuatro medallas en el Campeonato Mundial de Triatlón entre los años 2003 y 2007, y una medalla de plata en el Campeonato Mundial de Triatlón por Relevos Mixtos de 2009.
En 2009 fue condecorada con la Medalla de la Orden de Australia (OAM).

## Palmarés internacional
| Juegos Olímpicos                      | Juegos Olímpicos                 | Juegos Olímpicos | Juegos Olímpicos |
| Año                                   | Lugar                            | Medalla          | Prueba           |
| ------------------------------------- | -------------------------------- | ---------------- | ---------------- |
| 2008                                  | Pekín (China)                    | Medalla de oro   | Individual       |
| Campeonato Mundial                    |                                  |                  |                  |
| Año                                   | Lugar                            | Medalla          | Prueba           |
| 2003                                  | Queenstown (Nueva Zelanda)       | Medalla de oro   | Individual       |
| 2005                                  | Gamagori (Japón)                 | Medalla de oro   | Individual       |
| 2006                                  | Lausana (Suiza)                  | Medalla de oro   | Individual       |
| 2007                                  | Hamburgo (Alemania)              | Medalla de plata | Individual       |
| Campeonato Mundial por Relevos Mixtos |                                  |                  |                  |
| Año                                   | Lugar                            | Medalla          | Prueba           |
| 2009                                  | West Des Moines (Estados Unidos) | Medalla de plata | Relevo mixto     |